# 天水囲民生関注平台
天水囲民生関注平台（てんすいい・みんせいかんちゅへいだい、中国語: 天水圍民生關注平台、英語: Tin Shui Wai New Force）は、2014年の雨傘革命後に成立した、香港新界元朗（げんろう）天水囲（てんすいい）地域で活動する本土派の地域政党。

## 議員

### 区議会議員
第六期（2020年-2023年）
| 氏名   | 肖像 | 選挙区                 | 備考 |
| ------ | ---- | ---------------------- | ---- |
| 陳詩雅 |      | 元朗区区議会頌華選挙区 |      |
| 王百羽 |      | 元朗区区議会天恒選挙区 |      |
| 巫啓航 |      | 元朗区区議会宏逸選挙区 |      |

## 選挙

### 2015年香港区議会議員選挙
2015年10月，天水囲民生關注平台から推薦された王百羽は2015年の香港区議会議員選挙（天恒選挙区）に出馬し ，前回選挙で無投票当選した香港工会連合会の陸頌雄は対立候補となる。王百羽は4つの主要な地域で9つの公約を提案し、住民の支援を求めました 。
2015年11月22日で行われた選挙では、王百羽は1,317票を獲得し、2,749票を獲得した親中派（工聯会）の陸頌雄に敗れた。

### 2016年香港立法会選挙

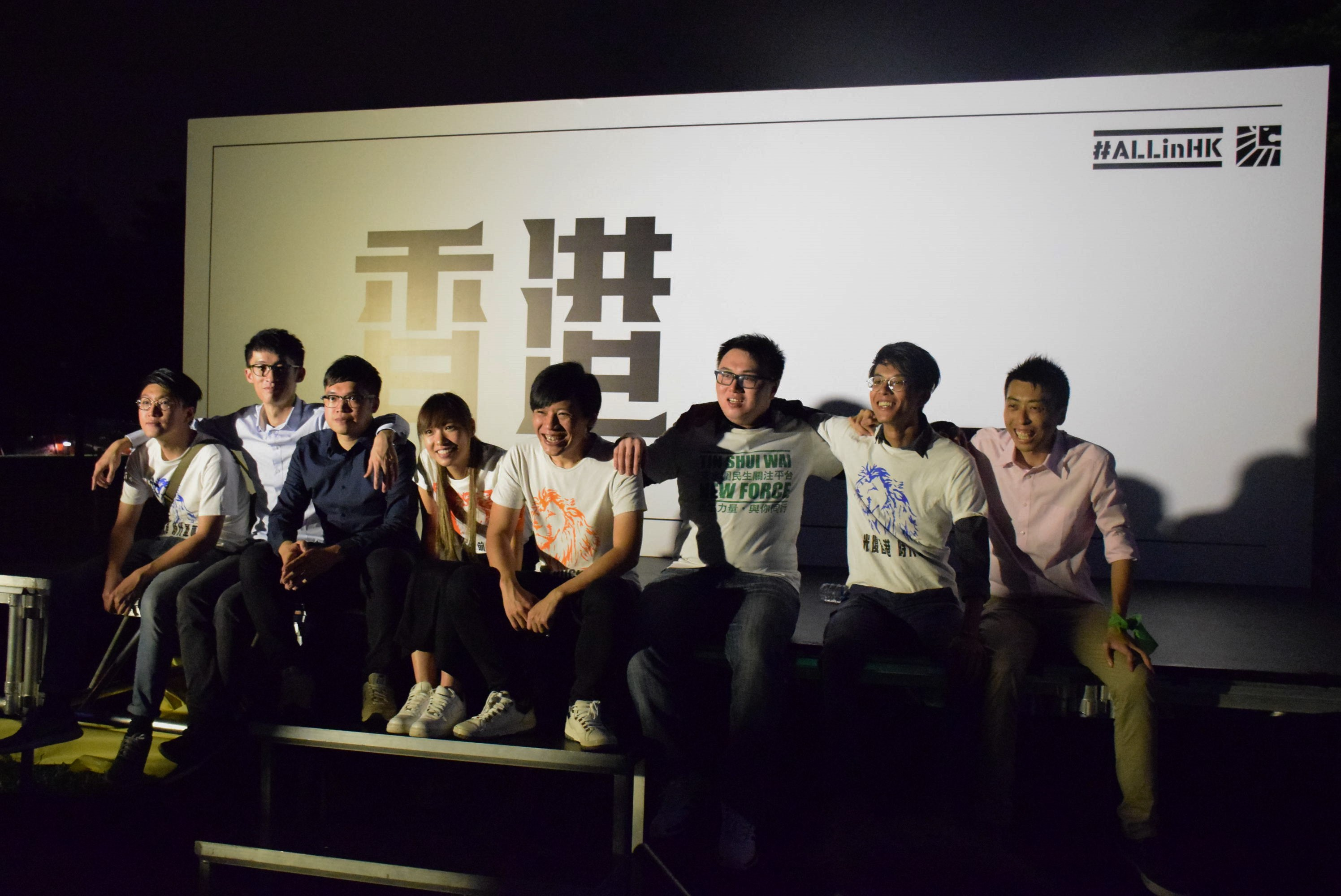
2016年8月28日、ALLinHKは選挙連合の6人の候補梁頌恒（左から2番目）、李東昇、游蕙禎、黄俊傑、王百羽、陳澤滔（最初から右から）、および2人の本土民主前線の梁天琦（左から1番目）と黄台仰（右から2番目）。

天水囲民生關注平台は立法会議員選挙に向け、青年新政、東九龍社区関注組と連携し、「ALLinHK」選挙同盟を結成した。香港島選挙区を除いて、他の選挙区4つで選挙同盟所属の候補を立候補し、最後に游蕙禎と梁頌恒2人の名簿で合計2議席を獲得しました。

### 2019年香港区議会議員選挙
天水囲民生關注平台の推薦を受け、陳詩雅、巫啓航、王百羽の三人が区議会議員選挙に出馬し，3人ともが全員当選となった。

### 2020年香港立法会選挙
天水囲民生關注平台は、区議会（第二）職能別選挙区立候補に王百羽を推薦し、民主派予備選挙に参加したのち、71,706票で勝利し、出馬資格を得た。王氏は九龍城区の本土派議員の李軒朗と名簿を結成し、区議会（第二）職能別選挙区に出馬した。こうした中、林鄭月娥行政長官は7月31日、新型コロナウイルス感染症の影響を考慮することを理由に、緊急状況規則条例を適応して選挙を1年間延期し、2021年9月5日に執行すると発表した。しかしこの延期には香港の法曹界からは違法との指摘も出ている。